# Tamar (hija de David)
Tamar (en hebreo: תָּמָר‎) es un personaje bíblico que aparece en el Libro de los Reyes.
Tamar es hija de David y Maacá y hermana de Absalón, media hermana de Amnón por parte de padre. Este se enamora de ella e intenta seducirla, cosa que no logra sino violándola. Absalón, su hermano, la vengará, matando a Amnón.